# Gnopharmia irakensis
Gnopharmia irakensis là một loài bướm đêm trong họ Geometridae.